# Masallı (district)
Masallı (ook geschreven als Masally) is een district (rayon) in Azerbeidzjan.
Masallı telt 205.800 inwoners (01-01-2012) op een oppervlakte van 721 km²; de bevolkingsdichtheid is dus 285 inwoners per km².

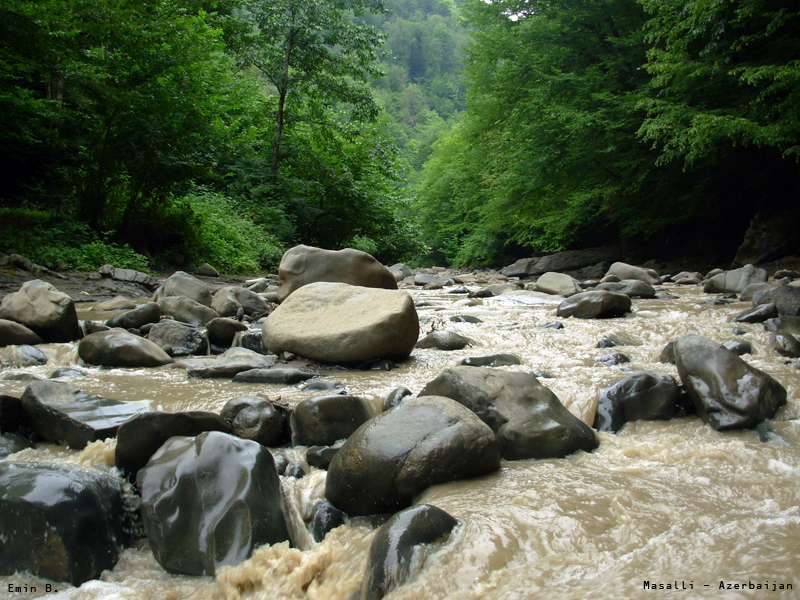
Rivier in het district Masallı